# Hennezel
Hennezel este o comună franceză situată în departamentul Vosges, în regiunea Grand Est. 
Numele acestei comune i-a fost dat de familia Hennezel, o familie de nobili sticlari de origine cavalerească.

## Geografie

### Localizare
Hennezel este o comună vastă din regiunea Vôge, situată între Darney și Bains-les-Bains.
Valea Ourche găzduiește mai multe cătune: Clairey, la Frison, la Hutte, la Forge Neuve și, în cele din urmă, abația Droiteval.

### Comune limitrofe
| Belrupt        | Vioménil                           | Grandrupt-de-Bains         |
| Attigny Darney |                                    | Gruey-lès-Surance          |
| Claudon        | Passavant-la-Rochère (Haute-Saône) | Ambiévillers (Haute-Saône) |

### Hidrografie

#### Rețeaua hidrografică
Comuna este situată în bazinul hidrografic al râului Saône, în cadrul bazinului Rhône-Méditerranée-Corse. Ea este drenată de râul Saône, Ourche, Houdrie, pârâul de la Ferme de l'Hôpital, pârâul de la Gorge le Loup, pârâul de Thiétry, pârâul des Bocards, pârâul des Orgoneaux și pârâul Noires Gouttes.
Râul Saône mărginește teritoriul comunei pe flancul său nordic, constituind o limită naturală de separare cu Vioménil. Izvorăște la Vioménil, la poalele Ménamont, în sudul munților Faucilles, la o altitudine de 405 metri. Confluează cu fluviului Rhône la Lyon, la o altitudine de 163 metri, după ce traversează valea Saône.
Râul Ourche, cu o lungime totală de 13,3 km, izvorăște în comuna Gruey-lès-Surance și se varsă în râul Saône la Claudon, după ce traversează patru comune.
Numeroase bălți completează rețeaua hidrografică: Brise-Verre, la Planchotte, le Torchon, Clairefontaine și la Verrerie de Belrupt.

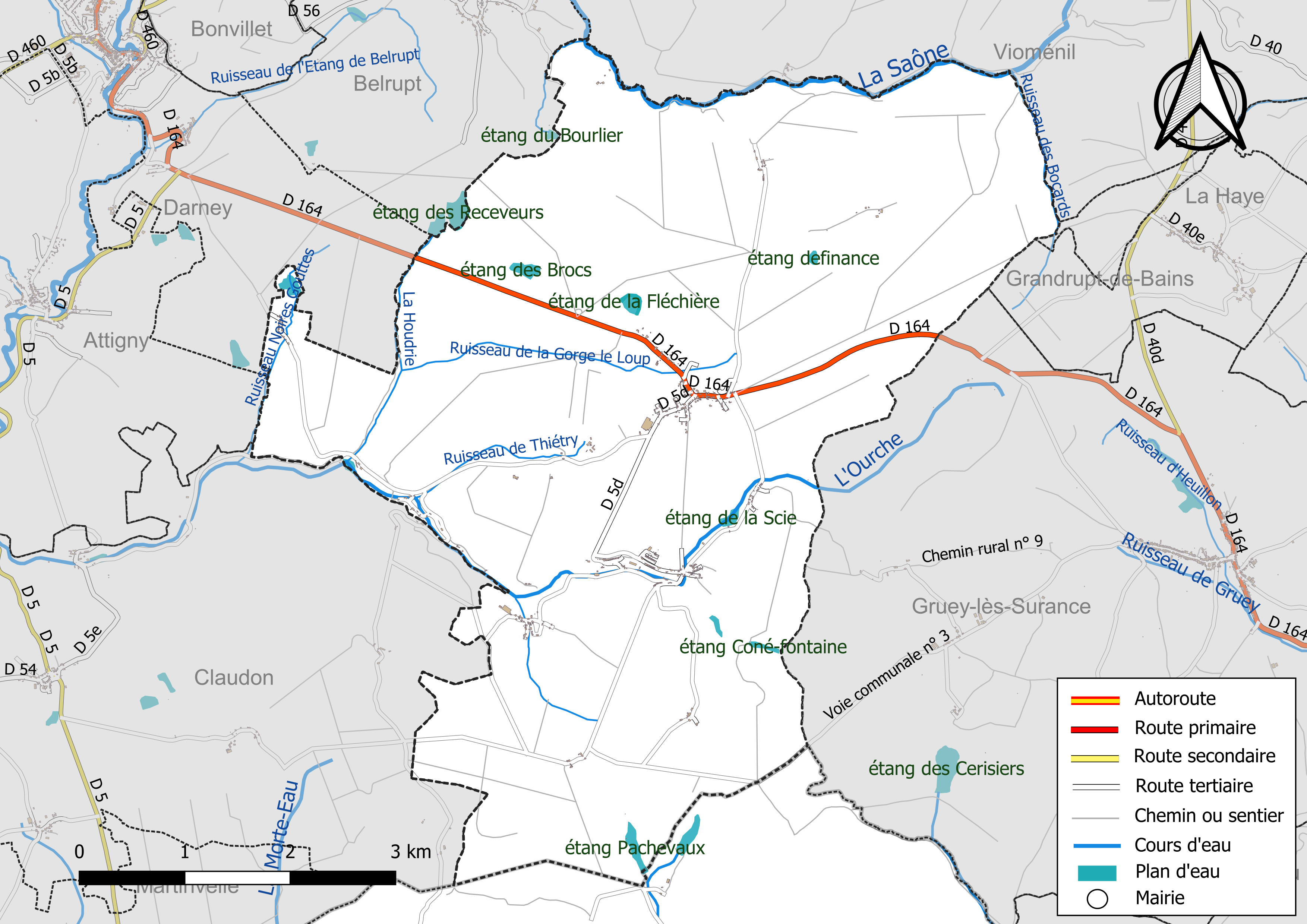
Rețele hidrografice și rutiere Hennezel.

#### Managementul si calitatea apei
Teritoriul comunei este acoperit de schema de amenajare și de gestionare a apelor (SAGE) „Nappe des Grès du Trias Inférieur”. Acest document de planificare, care include teritoriul din zona de distribuție a apelor din pânza freatică a Grès din Triasicul Inferior (GTI), cu o suprafață de 1.497 km², este în curs de elaborare. Obiectivul urmărit este de a stabiliza nivelurile piezometrice ale pânzei freatice GTI și de a atinge un echilibru între extrageri și capacitatea de reîncărcare a pânzei freatice. Schema trebuie să fie coerentă cu obiectivele de calitate definite în SDAGE Rhin-Meuse și Rhône-Méditerranée. Structura responsabilă pentru elaborarea și implementarea acesteia este consiliul departamental al Vosges.
Calitatea apei și a cursurilor de apă poate fi consultată pe un site dedicat, gestionat de agențiile de apă și de Agenția Franceză pentru Biodiversitate.

### Clima
În 2010, clima comunei este clasificată ca fiind de tip montan, conform unui studiu realizat de Centrului Național de Cercetare Științifică (CNRS) pe baza unui set de date care acoperă perioada 1971-2000. În 2020, Météo-France publică o tipologie a climatului pentru Franța metropolitană, în care comuna se află într-o zonă de tranziție între climatul oceanic și climatul continental și este inclusă în regiunea climatică Lorraine, plateau de Langres, Morvan. Această regiune se caracterizează printr-o iarnă aspră (1,5 °C), vânturi moderate și ceață frecventă toamna și iarna.
Pentru perioada 1971-2000, temperatura medie anuală este de 9,5 °C, cu o amplitudine termică anuală de 17 °C. Cumulul anual mediu de precipitații este de 1166 mm, cu 13,5 zile de precipitații în ianuarie și 9,9 zile în iulie. Pentru perioada 1991-2020, temperatura medie anuală observată la stația meteorologică Météo-France cea mai apropiată, „Bains”, situată în comuna La Vôge-les-Bains la 12 km în linie dreaptă, este de 10,5 °C și cumulul anual mediu de precipitații este de 1356,7 mm. Temperatura maximă înregistrată la această stație este de 40,8 °C, atinsă pe 25 iulie 2019; temperatura minimă este de −21,4 °C, atinsă pe 24 deceșbrie 2001.
Parametrii climatici ai comunei au fost estimați pentru mijlocul secolului (2041-2070) conform diferitelor scenarii de emisie de gaze cu efect de seră, bazate pe noile proiecții climatice de referință DRIAS-2020. Aceștia pot fi consultați pe un site dedicat publicat de Météo-France în noiembrie 2022.

## Urbanism

### Tipologie
La 1 ianuarie 2024, Hennezel este categorisită ca o comună rurală cu habitat dispersat, conform noii grile comunale de densitate cu șapte niveluri definită de INSEE (Institutul Național de Statistică și Studii Economice) în 2022. Este situată în afara unităților urbane și în afara zonei metropolitane a orașelor.

### Utilizarea terenului
Utilizarea terenurilor în comună, așa cum rezultă din baza de date europeană privind ocuparea biophysică a terenurilor Corine Land Cover (CLC), este caracterizată de importanța pădurilor și a mediilor semi-naturale (82,6 % în 2018), o proporție identică cu cea din 1990 (82,6 %). Distribuția detaliată în 2018 este următoarea: păduri (80,4 %), zone agricole eterogene (10,8 %), pajiști (5,6 %), medii cu vegetație arbustivă și/sau ierboasă (2,2 %), zone urbanizate (0,9 %). Evoluția ocupării terenurilor în comună și a infrastructurilor sale poate fi observată pe diferitele reprezentări cartografice ale teritoriului: harta Cassini (secolul XVIII), harta de stat-major (1820-1866) și hărțile sau fotografiile aeriene ale IGN pentru perioada actuală (1950 până în prezent).

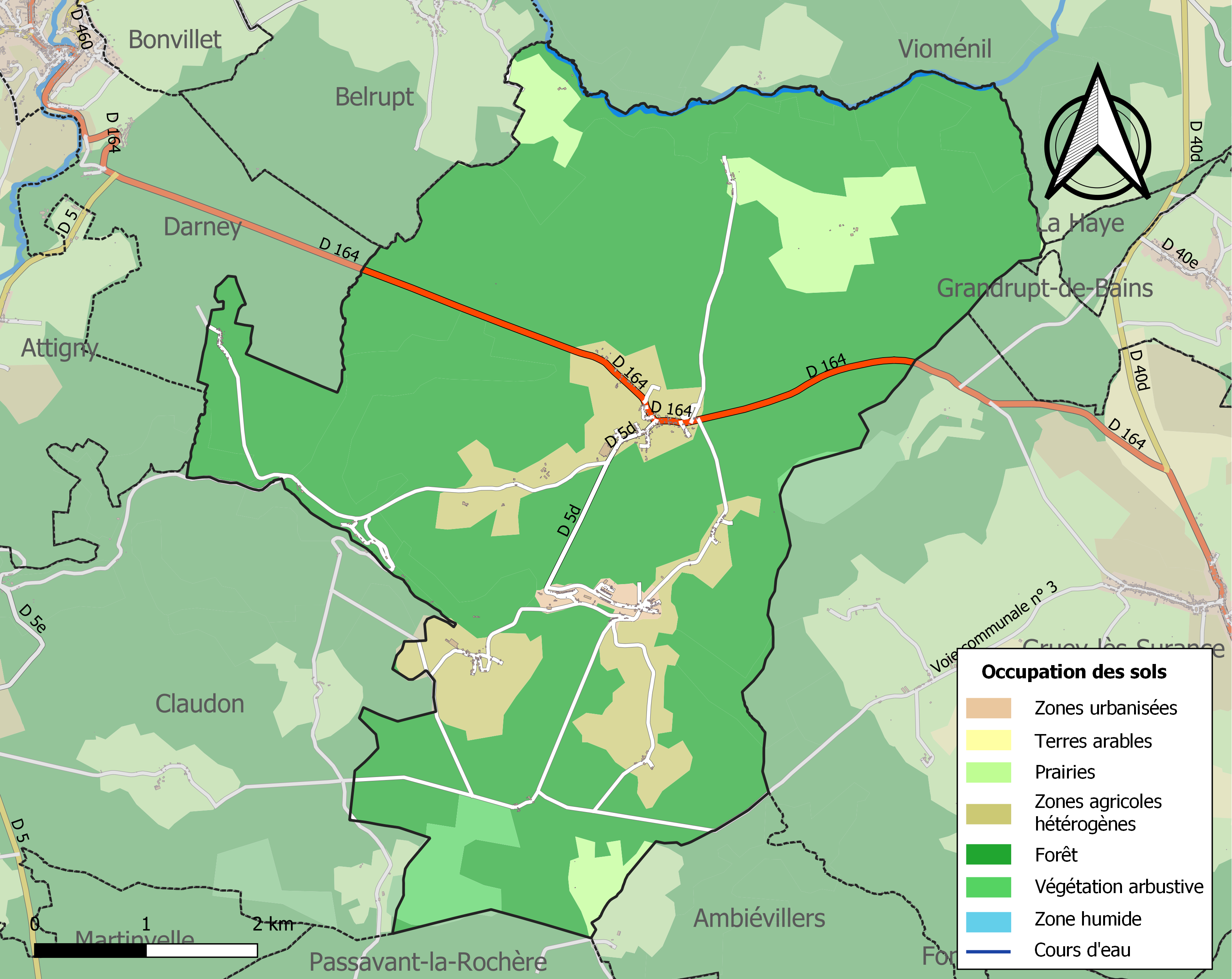
Harta infrastructurii și utilizării terenului a comunei în 2018 (CLC).

## Istorie
Acest sat din vechiul Ducat Lorena este foarte vechi. Sub ocupația romană, purta numele de „Viamansilis”. Este situat pe versantul estic, la poalele Ménamont, unde izvorăște râul Saône, în pădurea Darney, unde se vor stabili gentilomii sticlari.
Arta sticlăriei este una dintre gloriile particulare ale Boemiei. Pădurile vaste ale Vôge au fost colonizate acum aproape 600 de ani de familii care se considerau originare din Boemia. Aceste familii au dat, timp de câteva secole, un mare avânt industriei, comerțului și agriculturii din această regiune.
O tradiție constantă și foarte veche spune că în secolul al XIV-lea, un duce de Lorena (poate ducele Raoul, ucis în bătălia de la Crécy alături de regele Boemiei, Ioan de Luxemburg; sau nepotul său, ducele Charles II, cunoscut sub numele de „Cel Îndrăzneț”, soț al Margaretei de Bavière) dorind să valorifice pădurile de nepătruns care se întindeau între Coney și Saône, a adus din Boemia (Graslitz și Winterberg) și din Bavierea maeștri sticlari pentru a-și stabili industria în această regiune.
În secolul al XV-lea, acești sticlari formau patru familii care purtau numele de Hennezel și Thietrich (inițial Hânsel, care înseamnă „Micul Ioan” și Thietrich sau Dietrich, o formă a numelui Teodoric) și numele de Thysac și Bisevalle, care par să provină din supranume. Aceste familii au afirmat întotdeauna că au o origine comună. Ele aveau rang de gentilomi și purtau același blazon ca orașul Darney: un scut cu trei ghinde, pentru a aminti pădurile seculare în care s-au stabilit.
Blazonul orașului Darney este: „de azur, cu trei ghinde de aur, crescând, cu frunzele și cu tulpinile de același metal”.
Conform unor studii serioase realizate atât în Boemia de doctorul Bedrich Meudl de la Universitatea din Praga, cât și în Franța, se pare că sticlaria acestor maeștri sticlari în Lorena poate fi situată între 1390 și 1410.
Ei erau sticlari de „mare sticlă”, adică fabricau geamuri și vitralii prin metoda numită „manșon” sau, în stilul boemian, de care cele patru familii aveau privilegiul.
Acești gentilomi dețineau de „zilele cele mai vechi” un secret de fabricație și tehnici speciale pe care le transmiteau din tată în fiu, un sticlar care nu era descendent al acestor familii neavând dreptul să le cunoască. Transmiterea secretului implica un jurământ, al cărui text curios a fost în uz până în secolul al XVII-lea (vezi arhivele Statului din Namur – protocolul notarului Darment: jurământul lui Christophe d’Hennezel de a păstra secretul artei sticlariei, 15 august 1649).
În 1448, această sticlărie (care a dat numele satului Hennezel) era „vagă”, adică abandonată, dar urma să fie reparată. Era locuită de Guillaume și Jehan I du Thysac. În 1469, la reînnoirea Chartei, era locuită de Jehan de Hennezel și cei trei fii ai săi: Claude I, Didier I și Jehan II d’Hennezel, care au fondat în 1501 sticlăria de la Fay de Belrupt, cunoscută sub numele de „Tourchon” (numită ulterior și impropriu „le Torchon”). În 1448, aceste patru sticlării erau în ruine din cauza războiului.
Se pare că primul cuptor construit a fost cel de la Hennezel. Ulterior, aproximativ treizeci de autorizații ducale au fost emise pentru aprinderea cuptoarelor de sticlă în pădurea Darney (1475–1731).
Este cert că aceste sticlării au dat naștere unor adevărate sate, dintre care multe există și astăzi. Este suficient să privim harta pentru a observa întinderea considerabilă a terenurilor defrișate de sticlari și numeroasele bălți create de ei, precum și satele, cătunele și fermele care își datorează existența familiilor care se considerau originare din Boemia. Influența acestor gentilomi s-a extins, de asemenea, în multe alte localități, deoarece în secolul al XVI-lea, prosperitatea industriei lor le-a permis sticlarilor să dețină feude în întreaga regiune și, mai târziu, și în afara ducatului Lorena.
Entuziasmul gentilomilor sticlari nu întârzii să depășească ducatul. În scurt timp, cei mai îndrăzneți dintre ei, cu o energie și un spirit de inițiativă care impresionează, nu ezitau să se stabilească periodic în străinătate pentru a-și împământeni arta de „mare sticlă pătrată sau în tablă” în cele mai îndepărtate țări.
De la sfârșitul secolului al XV-lea până în secolul al XVIII-lea, se găsesc sticlari din pădurea Darney în Italia, în Picardia, în Anglia, în Elveția, în Saar, comitatul de Bitche, principatul Deux-Ponts, Țările de Jos, Nivernais, Languedoc și alte regiuni.
Vôge este într-adevăr „patria” d’Hennezel, așa cum subliniază regretatul conte d’Hennezel d’Ormois în „Voyage au pays des ancêtres”, o lucrare manuscrisă (sau dactilografiată în cinci exemplare), care reprezintă o sursă extraordinară de informații genealogice, istorice și topografice, fiind un omagiu grandios adus rolului și istoriei marilor familii de sticlari.
Istoria acestei vechi familii lorene este de asemenea relatată în mai multe lucrări foarte rare:
- Levaillant de La Fieffe, Onésime-Jean (1873). Les Verreries de la Normandie, les gentilshommes et artistes verriers normands (în franceză). Rouen: C. Lanctin.
- Hennezel d'Ormois, Jehan (1933). Charles Fontaine: gentilshommes verriers de la Haute-Picardie (în franceză). Nogent-le-Rotrou: Impr. Daupeley-Gouverneur.
- Pelletier, Pierre (1887). Les Verriers dans le Lyonnais et le Forez (în franceză). Paris: Pelletier, Pierre.
- Ladaique, Gabriel (1970). Deux siècles de travail verrier dans la Vôge 1448-1636 (în franceză). Nancy.
- Rose-Villequey, Germaine (1970). Verre et verriers de Lorraine au début des temps modernes (de la fin du XVe siècle au début du XVIIe siècle) (în franceză). Nancy: impr. Bialec.

Între 1980 și 2020, vicontele Antoine d'Hennezel (Belgia) a realizat un lucru considerabil prin corectarea și revizuirea istoriei familiei, redactând o nouă genealogie a familiei Hennezel. (Lucrare manuscrisă în cinci exemplare).

### Secolul al XX-lea

#### Primul Război Mondial
În ajunul războiului, Hennezel și cătunele sale aveau 1.249 de locuitori (recensământul din 1911) și 985 în 1921.

#### Al Doilea Război Mondial
Abatele Mathis, inițiatorul Muzeului Sticlei și al Activităților Tradiționale din Pădure, a murit tragic pentru faptele sale de Rezistență pe 9 septembrie 1944. Incendierea parohiei de către ocupant a distrus atunci proiectul său de muzeu.
În fiecare an se aduce un omagiu, în fața memorialului, abaților Mathis și Marion, executați sumar de naziști în timpul celui de-al Doilea Război Mondial.

## Populația și societatea

### Date demografice
Evoluția numărului de locuitori este cunoscută prin recensămintele populației efectuate în comuna respectivă începând din 1793. Pentru comunele cu mai puțin de 10 000 de locuitori, un recensământ al întregii populații este realizat la fiecare cinci ani, populațiile legale pentru anii intermediari fiind estimate prin interpolare sau extrapolare. Pentru comuna respectivă, primul recensământ exhaustiv în cadrul noului dispozitiv a fost realizat în 2007.
În 2021, comuna număra 387 locuitori, în scădere cu 5,15% față de 2015 (Vosges: −3,05%, Franța fără Mayotte: +1,84%).
| An        | 1793 | 1821 | 1841 | 1856 | 1876 | 1886 | 1901 | 1921 | 1936 | 1962 | 1982 | 2006 | 2015 | 2021 |
| --------- | ---- | ---- | ---- | ---- | ---- | ---- | ---- | ---- | ---- | ---- | ---- | ---- | ---- | ---- |
| Populație | 1173 | 1148 | 1631 | 1628 | 1575 | 1432 | 1401 | 985  | 902  | 568  | 432  | 427  | 408  | 387  |

## Cultura și patrimoniul local

### Locuri si monumente

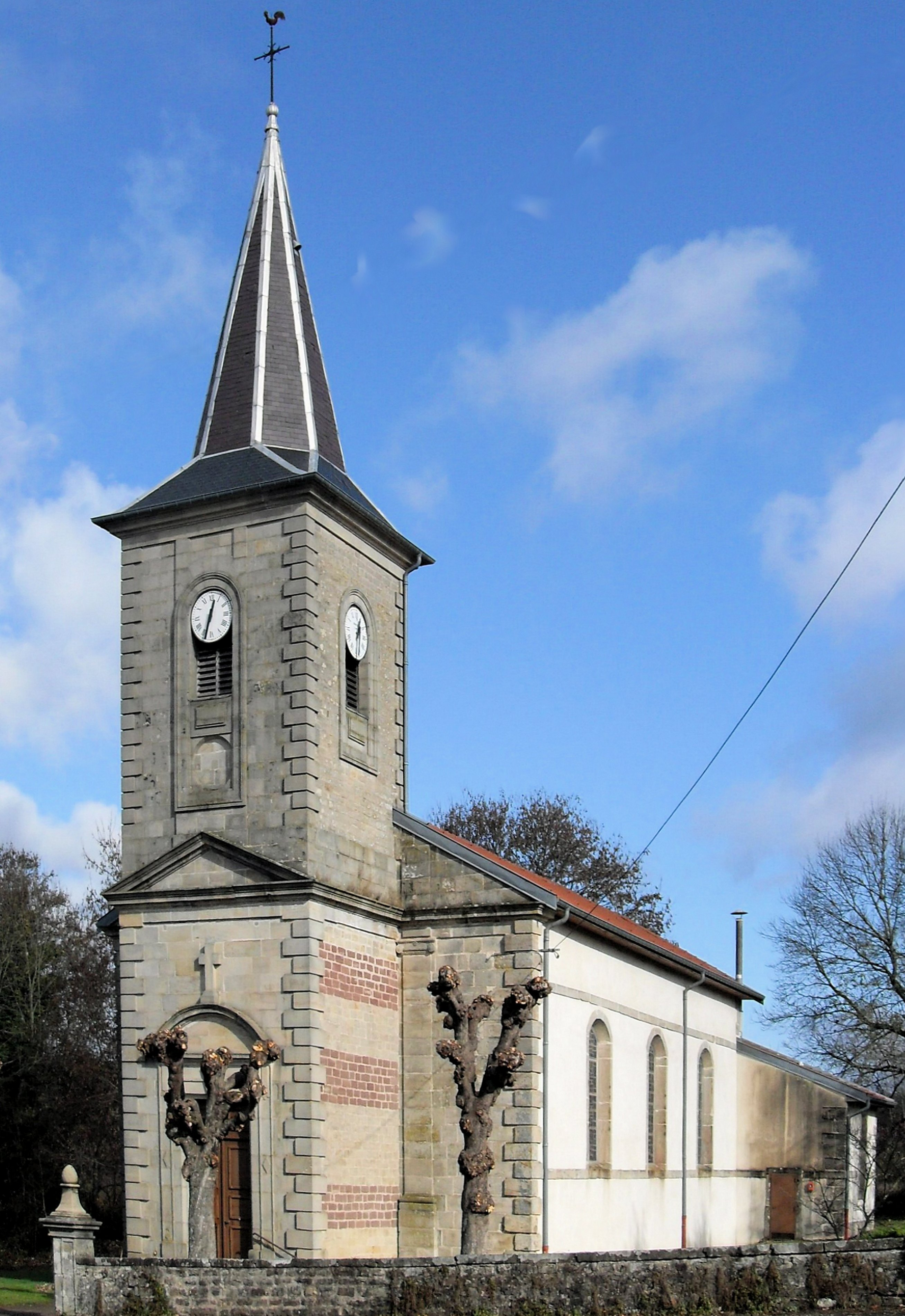
Biserica Saint-Stanislas.

- Biserica Saint-Stanislas[35] - Trei clopote au fost turnate de Ferdinand Farnier în 1888; acestea sună în Sol3, La3 și Si3.
- Oratoriul Notre-Dame-du-Doux-Nid
- Monumente comemorative
- Morminte în cimitire
- Vitralii în biserici
- Numeroase pietre de fundație pe fațadele caselor

### Dotări culturale
Muzeul Sticlei, Fierului și Lemnului
Muzeul Sticlei este situat la intrarea cătunului Clairey, la 1,5 km de Hennezel, în reședința „La Résidence”, fostă proprietate a sticlăriei de Clairey (închisă în 1952). Prima sală este dedicată istoriei sticlei (sfârșitul Evului Mediu): rolul familiei d’Hennezel este, desigur, evocat aici. În 1986, asociația Saône Lorraine a amenajat, la etajul al doilea, un spațiu vast și l-a subdivizat în săli dedicate sticlei, fierului, lemnului și broderiei. O sală este dedicată artistului-sticlar François Théodore Legras, originar din Claudon.
Muzeul conține de asemenea un tablou monumental realizat de pictorul vosgian Alphonse Monchablon, intitulat „Sfinții din Vosges”.
O altă sală, deschisă în 1987, evocă Rezistența și memoria abatelui Mathis, preotul martir din Hennezel.
Acest muzeu este rodul colaborării între Saône Lorraine și municipalitatea din Hennezel, proprietara locului. Nu există sat situat într-un cerc de 10 km în jurul Hennezel care să nu păstreze o urmă sau o amintire legată de numele familiei d’Hennezel.

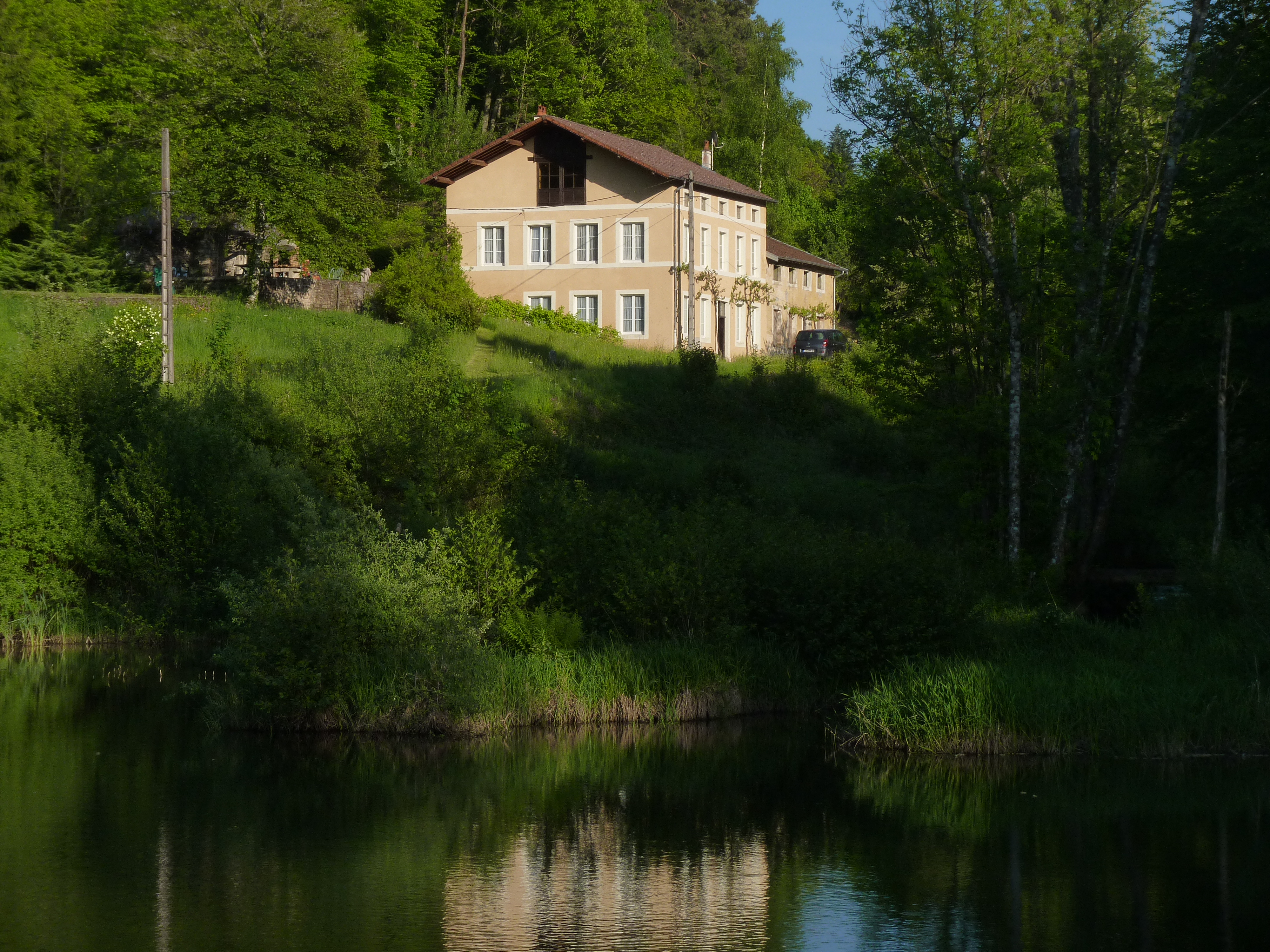
Valea Ourche la La Hutte.

### Patrimoniul natural
Vallée de l'Ourche
Într-un cadru natural remarcabil, Ourche se strecoară până la Saône, de la un lac la altul.
Grange Bresson, Clairey, la Frizon, pădurea de la Hutte cu sequoia săi centenari și capela tiroleză.
Cătunul de la Hutte în învăluirea sa de apă, piatră și lemn.